# Santa Maria di Colonnaklooster

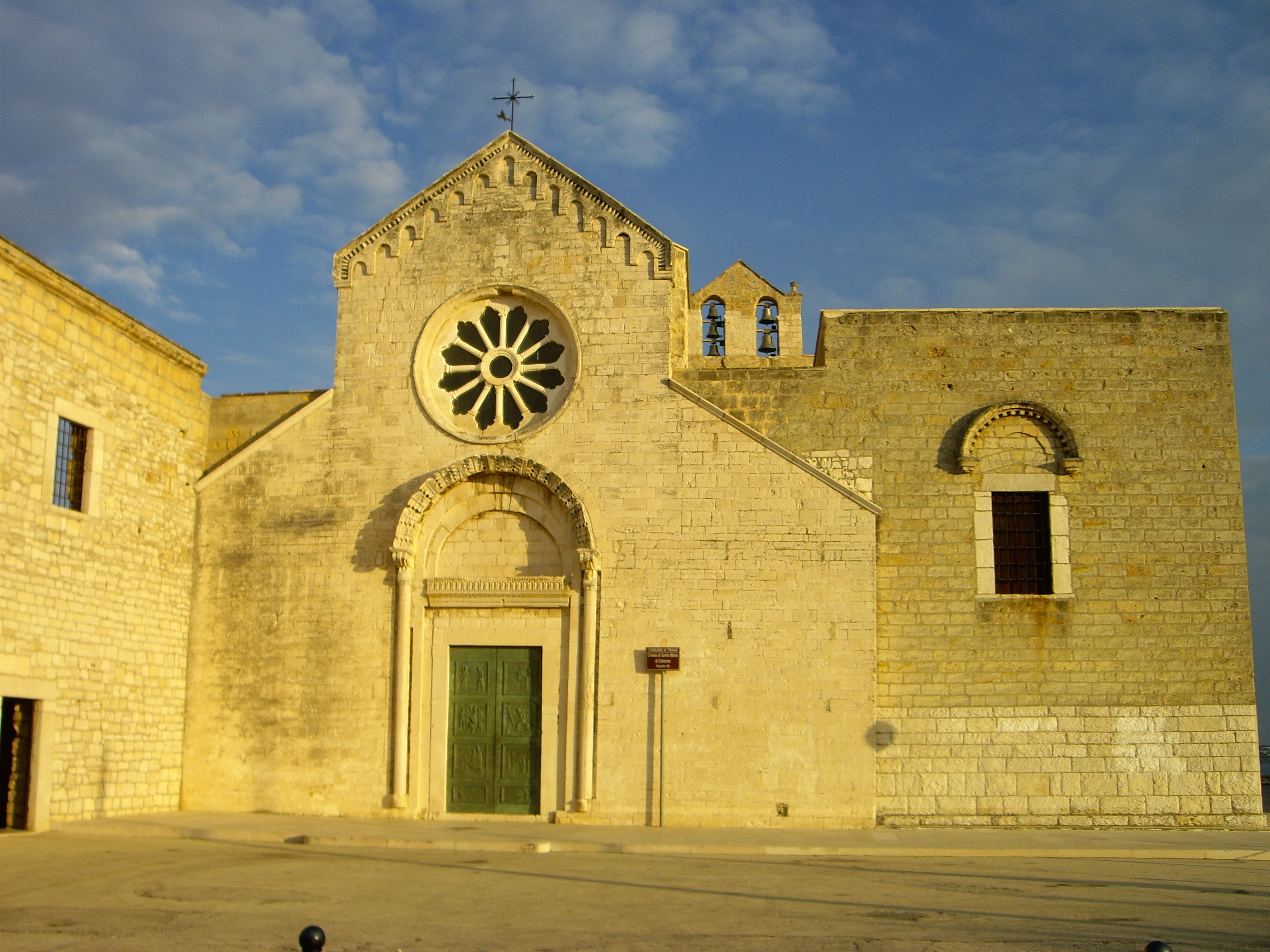
Santa Maria di Colonna, kloosterkerk

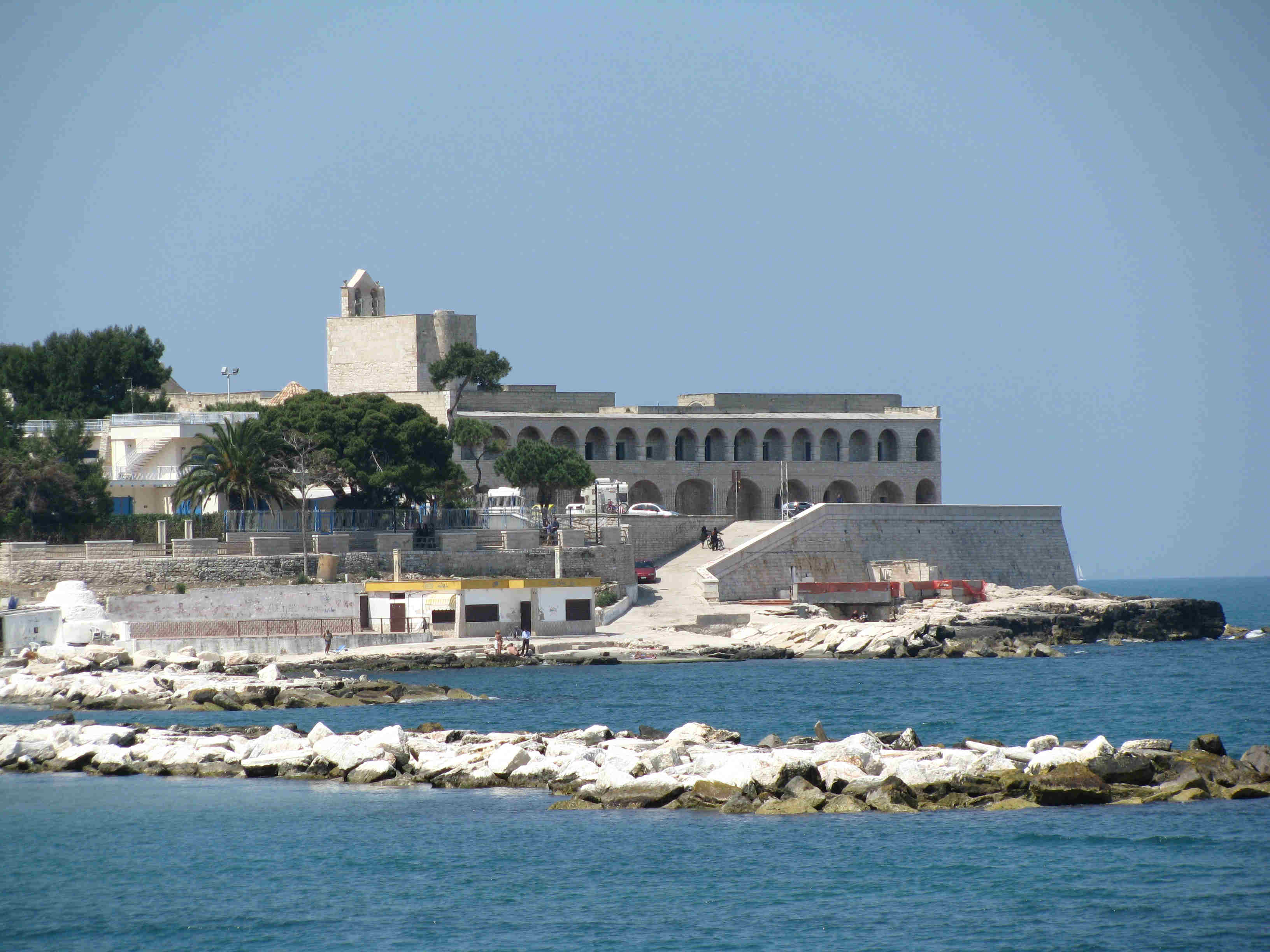
Schiereiland Capo Colonna met voormalig klooster

Het Santa Maria di Colonnaklooster (11e eeuw en later) was een klooster in de Zuid-Italiaanse stad Trani, regio Puglia, en was bewoond tot in de 19e eeuw. Het gebouw staat op een schiereiland met de naam Capo Colonna, op twee km van het stadscentrum.

## Historiek

### Benedictijnenklooster (11e eeuw – 1427 )
De stichting van het klooster gaat terug tot de 11e eeuw. Het oudste deel van de kerk met een Romaans venster dateert nog van deze tijd. Volgens de legende zou een Normandische architect met de naam Goffredo Colonna de eerste bouwwerken geleid hebben; hiermee vernietigde hij een heidens heiligdom op de uithoek van het schiereiland. Benedictijnen afkomstig van abdij van de Heilige Drie-eenheid van Cava de' Tirreni bewoonden het convent. Een van de Benedictijnen stal een relikwie van de heilige Stefanus in Rome; Stefanus was een belangrijke heilige voor het klooster Santa Maria di Colonna.

### Franciscanenklooster (1427 – 1867)
Vanaf 1427 behoorde het klooster aan de orde der Franciscanen, na een beslissing van paus Martinus V. Het was het begin van herhaalde plunderingen door piraten. De piraten waren ongeregelde troepen van de Ottomaanse vloot in de Middellandse Zee. Het klooster liep belangrijke schade op en verloor zijn kerkschatten. Volgens nog een legende in de stad Treni liepen in 1480 een groepje piraten weg met het houten kruisbeeld. Dit beeld deed het sloepje van de piraten zinken en het beeld dreef miraculeus terug naar het convent. De wonderbaarlijke redding van het kruisbeeld leidde naar een jaarlijkse traditie van verering en processies op 5 mei voor de kust van Trani.
In de 17e en 18e eeuw werd het klooster belangrijk uitgebouwd aangezien het ook als zomerresidentie diende voor hertog Cosimo III de’ Medici, en dit vanaf 1650. Dit bouwwerk met binnentuin verrees aan de noordkant van de kerk. De residentie werd omschreven als een casino delle delizie of casino van geneugten.
In 1801 sloeg de Franse overheid het klooster Santa Maria di Colonna aan. De stad werd eigenaar van het kloostercomplex. De laatste monniken verlieten het klooster in 1867.

### Stadseigendom (sinds 1867)
De stad gebruikte het voormalige klooster voor diverse doeleinden. Eerst liet ze er de cholerapatiënten verzorgen, zodat deze goed verwijderd waren van het stadscentrum van Trani. Nadien werd het complex een kazerne voor het Italiaanse leger. Sinds de Tweede Wereldoorlog is het in gebruik als conferentie- en tentoonstellingsruimte.